# Notothenia rossii
Notothenia rossii és una espècie de peix pertanyent a la família dels nototènids.

## Descripció
- Pot arribar a fer 92 cm de llargària màxima (normalment, en fa 50) i 10 kg de pes.
- 4-7 espines i 32-36 radis tous a l'aleta dorsal i 26-30 radis tous a l'anal.[3][4][5][6]

## Alimentació
Menja zooplàncton (a l'estiu, la tardor i l'hivern australs) i nècton (a la primavera austral).

## Depredadors
És depredat per l'albatros cellanegre (Diomedea melanophris).

## Hàbitat
És un peix d'aigua marina, demersal, oceanòdrom (fa migracions de fins a 100 km entre les zones de reproducció i les d'alimentació) i de clima polar (-1 °C-5 °C; 45°S-67°S, 75°W-165°E), el qual viu entre 5 i 350 m de fondària als esculls rocallosos.

## Distribució geogràfica
Es troba a l'oceà Antàrtic: l'extrem septentrional de la península Antàrtica, el sud de Nova Zelanda, la dorsal del Scotia i les illes del Príncep Eduard, Crozet, Kerguelen, Heard i Macquarie.

## Observacions
És inofensiu per als humans i la seua esperança de vida és de 16 anys (12 en el cas dels mascles).